# معاملة المثليين في جيرزي
تطورت حقوق المثليات والمثليين ومزدوجي الميول الجنسية والمتحولين جنسياً (اختصاراً: LGBT) في تابعة التاج البريطاني جيرزي بشكل كبير منذ تسعينات القرن ال20. أصبح النشاط الجنسي المثلي في عام 1990. ومنذ ذلك الحين، مُنِح الأشخاص من مجتمع المثليين العديد من الحقوق الأخرى المساوية لحقوق المغايرين جنسياً، مثل السن القانونية للنشاط الجنسي المتساوية (2006)، والحق في تغيير الجندر للأشخاص المتحولين جنسيا (2010)، والحق في الدخول في شراكات مدنية (2012)، والحق في تبني الأطفال (2012) والحماية الواسعة للغاية ضد التمييز والحماية القانونية على أساس «التوجه الجنسي، تغيير الجنس ووضع ثنائية الجنس» (2015). جيرزي هي البلد/الإقليم الوحيد في المملكة المتحدة الذي يتضمن صراحةً «وضع ثنائية الجنس» ضمن قوانين مكافحة التمييز. كما أصبح زواج المثليين قانونيًا في جيرزي منذ 1 تموز 2018.
وضعية حقوق المثليين مماثلة لتلك التي في المملكة المتحدة والتبعيتان الأخرتان للتاج البريطاني (جزيرة مان وغيرنزي). يعتبر القبول المجتمعي للمثلية الجنسية والعلاقات المثلية مرتفع. نظمت جيرسي أول مسيرة فخر المثليين عامة في تموز/يوليو 2014، عندما اجتمع مئات المشاركين في سانت هيلير للمطالبة بتشريع زواج المثليين.

## قانونية النشاط الجنسي المثلي
قبل عام 1990، كان النشاط الجنسي المثلي جريمة جنائية. تم تخفيض السن القانونية للنشاط الجنسي من 21 إلى 18 سنة في عام 1995، بعد عام واحد بالضبط من تخفيض المملكة المتحدة السن القانونية إلى 18 سنة. أصبحت السن القانونية متساوية عند 16 سنة منذ عام 2006.

## الاعتراف القانوني بالعلاقات المثلية
تسمح جيرزي للأزواج المثليين بالدخول في شراكات مدنية أو زواج.

### الشراكات المدنية
في 20 أكتوبر 2009، صوتت مجلس جيرزي (البرلمان) لصالح الشراكات المدنية «من حيث المبدأ». وذلك في تصويت 48 لصالح، صوت واحد ضد وامتناع 4 عن التصويت (48-1-4). تمت الموافقة على تشريع يسمح بالشراكات المدنية في 12 يوليو/تموز 2011. ووقع على مشروع القانون من قبل الملكة إليزابيث الثانية في 14 ديسمبر 2011، وتم تسجيله من قبل الديوان الملكي في 6 يناير 2011. دخل القانون حيز التنفيذ في 2 أبريل 2012. كما يسمح للشركاء المثليين بتسجيل شراكتهم المدنية في الكنائس، إذا اختارت الكنيسة المعنية القيام بذلك.

### زواج المثليين
صوت مجلس جيرزي على «إتفاق من حيث المبدأ» لتشريع زواج المثليين في 22 سبتمبر 2015، في تصويت 37 صوتا لصالح مقابل 4 أصوات ضد (37-4). تم اقتراح تشريع لتطبيق القانون في أكتوبر 2017. على الرغم من التأخير في عدة مناسبات، تمت الموافقة على تشريع زواج المثليين من قبل مجلس جيرزي في 1 فبراير 2018، في تصويت 43 صوتا لصالحه مقابل صوت واحد ضد (43-1). حصل مشروع القانون على الموافقة الملكية في 23 مايو 2018، ودخل حيز التنفيذ في 1 يوليو 2018. وتزوج أول زوجين مثليين بعد ذلك بقليل في 10 يوليو.

## التبني وتنظيم الأسرة
أصبح تبني المثليين المشترك وتبني أحد الشريكين للطفل البيولوجي للشريك الآخر قانونيًا منذ عام 2012، عندما دخل قانون الشراكة المدنية حيز التنفيذ.
بالإضافة إلى ذلك، يمكن للزوجات والشريكات المثليات الوصول إلى التلقيح الاصطناعي.
في 23 يونيو 2015، وافق مجلس جيرزي على إحداث تغييرات في قوانين التبني الخاصة بها، وذلك عبر «قانون التبني (التعديل رقم 7) (جيرزي) 2015»، والذي يمنح الشركاء غير المتزوجين حقوق التبني الكاملة. في السابق، كان يُسمح فقط للأزواج المتزوجين والشركاء في الشراكات المدنية بتقديم طلب لتبني الأطفال. دخل القانون حيز التنفيذ في 16 أكتوبر 2015.

## الحماية من التمييز
في 2 يونيو 2015، مررت جيرزي «لوائح التمييز (الجنس والخصائص ذات الصلة) (جيرزي) 2015»، ماجعل المثليين والمثليات ومزدوجي التوجه الجنسي والمتحولين جنسيا وثنائيي الناس يتمتعون بالحماية من التمييز. تمت الموافقة على التشريع في القراءة الثالثة في تصويت 37 عضوا لصالح، امتناع واحد و 11 غيابا (37-1-11)، ودخل حيز التنفيذ في 1 سبتمبر 2015.

## الهوية الجندرية والتعبير عنها
يُسمح للأشخاص المتحوّلين جنسياً بتغيير جنسهم القانوني وإقرار جنسهم الجديد نتيجة ل«قانون بالاعتراف بالجندر (جيرزي) 2010».
بالإضافة إلى ذلك، فإن الأشخاص المتحولين جنسياً يتمتعون بالحماية الكاملة من خلال قوانين مكافحة التمييز.

## التبرع بالدم
في 2011سمح للرجال المثليين وثنائيي التوجه الجنسي بالتبرع بالدم، بشرط ألا يمارسوا الجنس لفترة تأجيلية تقدر بعام واحد. في نوفمبر عام 2018، أعيد فتح خدمة الدم بإجراءات رفعت إلى مستوى المعايير البريطانية، مما يعني ضمنيا فترة تأجيل لمدة 3 أشهر.

## ملخص
| قانونية النشاط الجنسي المثلي                                                                  | (منذ عام 1990)                                   |
| المساواة في السن القانوني للنشاط الجنسي                                                       | (منذ عام 2006)                                   |
| قوانين مكافحة التمييز في التوظيف                                                              | (منذ عام 2015)                                   |
| قوانين مكافحة التمييز في توفير السلع والخدمات                                                 | (منذ يوليو 2015)                                 |
| قوانين مكافحة التمييز في جميع المجالات الأخرى (تتضمن التمييز غير المباشر، خطاب الكراهية)      | (منذ يوليو 2015)                                 |
| قوانين مكافحة التمييز تشمل الهوية الجندرية                                                    | (منذ عام 2015)                                   |
| قوانين مكافحة أشكال التمييز تشمل وضع ثنائية الجنس                                             | (منذ عام 2015)                                   |
| زواج المثليين                                                                                 | (منذ عام 2018)                                   |
| الاعتراف القانوني بالعلاقات المثلية                                                           | (منذ عام 2012)                                   |
| تبني أحد الشريكين للطفل البيولوجي للشريك الآخر                                                | 15px\|Yes]] (منذ عام 2012)                       |
| التبني المشترك للأزواج المثليين                                                               | (منذ عام 2012)                                   |
| يسمح للمثليين والمثليات ومزدوجي التوجه الجنسي والمتحولين جنسيا بالخدمة علناً في القوات المسلحة | (تحت مسؤولية القوات المسلحة البريطانية)          |
| الحق بتغيير الجنس القانوني                                                                    | (منذ عام 2010)                                   |
| علاج التحويل محظور على القاصرين                                                               | No                                               |
| الحصول على أطفال أنابيب للمثليات                                                              | 15px\|Yes]] (منذ عام 2012)                       |
| تأجير الأرحام التجاري للأزواج المثليين من الذكور                                              | (محظور لجميع الأزواج بغض النظر عن التوجه الجنسي) |
| السماح للرجال الذين مارسوا الجنس الشرجي بالتبرع بالدم                                         | / (بعد فترة تأجيلية ل3 أشهر من عدم ممارسة الجنس) |